# Чубатый баклан
Чуба́тый бакла́н (лат. Microcarbo coronatus) — морская птица из семейства баклановых.
Вид является эндемиком Южно-Африканской Республики. Вид распространён от мыса Игольный на север к Свакопмунду вдоль побережья южной части Африки. Популяция вида составляет 2500—2900 гнездящихся пар. Гнездится в небольших группах до 150 особей на колонии.
Небольшого размера баклан с длиной тела 50-55 см. Окраска чёрного цвета. У взрослых птиц на голове чётко выраженный хохолок. Голый участок кожи на лице отсутствует. Молодые птицы коричневой окраски без хохла на голове.
Вид питается рыбой и беспозвоночными, которых он ловит в мелких прибрежных водах и среди водорослей. По суше передвигается медленно. Птица строит гнездо из веток, костей и водорослей. Гнездо, как правило, строится на возвышенности, такой как камни, деревья или искусственные сооружения, но может быть построено и на земле.